# 國司元相
國司元相（日语：／ Kunishi Motosuke，1515年—1592年2月11日、永正十二年—天正十九年十二月廿八日），日本戰國時代至安土桃山時代的武將，毛利氏家臣，毛利五奉行之一。
元相為國司有相之子，其母不詳；正室為渡邊勝之女，繼室為桂廣澄之女；另有3子，分別為國司元武、國司元藏以及國司元貞。

## 家系
國司氏的始祖，為日本南北朝時代著名武將高師泰之子—高師武。高師泰曾為足利尊氏之重臣，於當時朝廷與幕府對立的動盪局勢中擁有重要地位。然而隨著「觀應之擾亂」爆發，高氏家族的勢力迅速衰退，師武亦難以立足於原有勢力範圍:195。
為求生機，師武遂轉投與高氏素有淵源的毛利氏，遷至安藝國，並落腳於高田郡的國司莊（今日廣島縣安藝高田市吉田町國司一帶），從此以「國司」為姓氏:195。

## 生平
國司元相於永正十二年（1515年）誕生，為毛利氏家臣國司有相之子。
雖然後來所編撰的國司氏家系圖中記載，元相生於明應元年（1492年），享壽百歲。但根據山口県文書館所藏文書《贈村山家返章》中收錄的元相親筆書狀，以及日高山神社棟札上的記載，其自述與妻子的生年干支為「乙亥」。若依此推算，元相則應為永正十二年（1515年）出生。
元相自年少時便仕於毛利家，並擔任毛利元就嫡子—毛利隆元的傅役。由於忠勤盡職，深得隆元信賴，於天文七年（1538年）八月七日，獲賜偏諱「元」字，由此得名「元相」。
天文九年（1540年），出雲國的戰國大名尼子詮久（即後來的尼子晴久）率領大軍入侵毛利領地，圍攻吉田郡山城，爆發了「吉田郡山城之戰」。在此役中，元相與渡邊通等人於青山土取場一戰中奮勇抗敵，成功擊退尼子軍，立下赫赫戰功。
天文十一年（1542年）五月二日，國司有相逝世，元相繼承家督。同年，以周防國為根據地的大內義隆，欲趁尼子氏因攻打吉田郡山城失敗而勢力大幅衰退之機，一舉將其殲滅，遂發動對尼子領地的侵攻。毛利氏亦追隨其軍，參與此次行動（即第一次月山富田城之戰）。初期，大內軍大獲全勝，成功包圍月山富田城。然而翌年（1543年），尼子方發動反攻，大內軍潰退。元相在此次戰役中參與艱難的撤退作戰，雖成功脫險歸來，卻亦身負戰傷。
天文十九年（1550年）七月十二日至十三日間，毛利元就對安藝井上氏實施肅清。緊接其後的七月二十日，毛利氏家臣團共計238人聯名簽署起請文，向毛利氏起誓忠誠。在該份文書中，元相以「國司右京亮元相」之名列第13位署名，足見其在家中地位之高。
隨著井上氏被肅清，毛利元就建立了新的政治體制，即「五奉行制」。元相與赤川元保、粟屋元親、桂元忠、兒玉就忠一同被任命為五奉行之一，參與政務的統籌與裁決，成為毛利氏政權中樞的重要成員。
弘治元年（1555年），元相參與嚴島之戰，英勇奮戰，立下戰功。
弘治三年（1557年）十二月二日，在防長經略結束後，毛利氏家臣共239人聯名簽署起請文，誓言禁止軍隊擾民與擅自撤退。元相在該起請文中名列第12，署名為「國司右京亮」。
永祿三年（1560年），元相作為正親町天皇即位費用的籌措使者，前往京都，同史也拜會當時的室町幕府將軍足利義輝，並獲授予使用槍鈴的許可。
翌年永祿四年（1561年），於石見國松山城之戰中，元相與兒玉就忠率先攻入城中，功勞卓著。
大約在永祿十年（1567年）時，元相將奉行的職務交接給嫡子國司元武，但仍以奉行身份持續參與政務。元龜三年（1572年），毛利氏制定家中規範《毛利氏掟》時，元相亦以奉行人身份參與，並確認該法令的制定。
天正十九年（1591年）十二月二十八日，國司元相逝世，享年77歲。

## 出處
1. ↑  近世防長諸家系図綜覧（1980）P.116
2. 1 2  森岡浩. . 東京堂. 2012.
3. ↑  三原市史 第6卷 資料編3（1986）P.18-19
4. ↑  『閥閲録』卷15「国司隼人」第17号
5. ↑  『毛利家文書』第401号
6. ↑  シンポジウム 博物館公開講座第5回 毛利元就（2021）
7. ↑  『毛利家文書』第402号
8. ↑  『閥閲録』卷15-1